# Peter Popoff
Peter Popoff (né le 2 juillet 1946) est un télévangéliste, prophète et guérisseur auto-proclamé. 

## Biographie
Popoff est né à Berlin-Ouest, Allemagne de l'Ouest le 2 juillet 1946, de George et Gerda Popoff.
Durant son enfance, Popoff émigre avec sa famille aux États-Unis et étudie au Chaffey College et à l'université de Californie à Santa Barbara,.
Il accède à la notoriété dans les années 1980.

## Démystification
En 1986, James Randi dévoile sa méthode de réception des révélations divines. C'est sa femme, par l'intermédiaire d'une oreillette, qui lui transmet les informations. Randi intercepte les communications avant d'en faire une diffusion synchronisée avec les images des soi-disant révélations,,.
Popoff se déclare en faillite en 1987 après que sa tactique est exposée.

## Reprise des activités
Il reprend cependant rapidement ses activités, notamment par l'intermédiaire de son entreprise Peter Popoff Ministries People United for Christ visant désormais un public afro-américain.
Au milieu des années 2000, Popoff commence à proposer la "Miracle Spring Water" (L'Eau de la Fontaine Miraculeuse) dans des publicités de fin de soirée aux États-Unis, au Canada, au Royaume-Uni, en Australie et en Nouvelle-Zélande. Il promet alors une protection miraculeuse contre la maladie et l'invalidité, ainsi qu'une prospérité financière (ce qui pourrait inclure des « transferts d'argent divins directement sur votre compte »), s'ils dormaient avec l'eau pendant une nuit avant de la boire, puis priaient sur le paquet vide avant de le renvoyer à Popoff, avec un don. Après ce premier échange, de multiples lettres de sollicitation suivent, demandant plus de dons en échange de miracles. Popoff commence alors à se présenter comme un prophète.
Le chercheur et expert en bioéthique Fred M. Frohock a cité Popoff comme « l'un des nombreux cas flagrants de fausse guérison ». Ole Anthony de la Trinity Foundation a déclaré à propos de Popoff : « Il est fondamentalement mauvais, parce qu'il sait qu'il est un escroc ».